# Irene Larsen
Irene Karin Kristin Larsen (* 22. Februar 1964 in Arnøyhamn in der Gemeinde Skjervøy, Norwegen) ist eine norwegisch-samische Lyrikerin norwegischer Sprache.

## Leben und Werk
Irene Larsen stammt von der Insel Arnøya und hat seesamischen familiären Hintergrund. Heute wohnt sie in Ersfjordbotn in der Nähe der Stadt Tromsø, wo sie zwischen 1984 und 1987 eine Lehrerausbildung an der Pädagogischen Hochschule und zwischen 2008 und 2012 ein Masterstudium in Allgemeiner Literaturwissenschaft an der Universität Tromsø absolvierte. Sie hat später als Lehrerin in einer weiterführenden Schule gearbeitet und ist seit 2015 Norwegischlektorin in der Lehrerausbildung an der Universität Tromsø.
Larsen debütierte 2005 mit der Gedichtsammlung Anemonepust. Das Buch gewann 2006 den Blix-Preis, den Det Norske Samlaget für herausragende nordnorwegische Literatur auf Nynorsk stiftet. Ihre Literatur verarbeitet die Einflüsse der Moderne und Globalität auf samische Kultur, Alltag und Mythologie. Sie bedient sich vieler Kontraste, wie etwa Tradition und Gegenwart oder dem Fröhlichen und dem Dunklen. In ihrem Debütwerk wechseln sich prosaähnliche Gedichte mit Haiku-inspirierten Gedichten ab und erschaffen so eine tiefe Vielschichtigkeit.
Sie ist eine der Organisatoren von Ordkalotten, eines jährlich in Tromsø stattfindenden internationalen Literaturfestivals.

### Verband für samische Schriftsteller
Im Jahr 2019 war Larsen an der Gründung des „Verbandes für samische Schriftsteller“ (nordsamisch Searvi Sámi Girječálliide, lulesamisch Siebrre sáme girjjetjállijda, norwegisch Foreninga samiske forfattere) beteiligt und wurde zur ersten Vorstandsvorsitzenden gewählt. Sie hat das Amt seit 2020 inne. Ziel des Verbandes ist die Stärkung der Einheit in Sápmi und der Erhalt der samischen Sprachen. Im Gegensatz zum „Samischen Schriftstellerverband“ (nordsamisch Sámi Girječálliid Searvi), von dem sich der neue Verband abspaltete, werden auch Autoren aufgenommen, die in anderen Sprachen schreiben. Der Verband steht samischen Autoren von Belletristik und Sachbüchern offen.

## Veröffentlichungen

### Lyrik
- 2005: Anemonepust, Nordnorsk Verlag (Gedichtsammlung, nynorsk)
- 2008: Framtida er ein stad til høgre for tavlekanten, Aschehoug Verlag (Gedichtsammlung, nynorsk)
- 2013: Sortsolsafari, Margbok Verlag (Gedichtsammlung, bokmål)

in Anthologie (auf Deutsch)
- Worte verschwinden / fliegen / zum blauen Licht: Samische Lyrik von Joik bis Rap. Übersetzt von Christine Schlosser. In: Johanna Domokos, Christine Schlosser, Michael Rießler (Hrsg.): Samica. Band 4. Albert-Ludwigs-Universität Freiburg, Freiburg 2019, ISBN 978-3-9816835-3-0, S. 462.

### Prosa
- 2020: Der det gror skierri, Orkana Verlag (Roman, nynorsk)

## Auszeichnungen
- 2006 Blix-Preis für Anemonepust